# Teus den Breejen
Teunis (Teus) den Breejen (14 januari 1943 - 19 september 2021) was een Nederlands politicus van de ARP en later het CDA.

## Loopbaan
In 1959 begon hij zijn carrière bij het kantoor der Directe belastingen in Sliedrecht en kort daarna ging hij werken bij de gemeente-administratie van Hardinxveld-Giessendam. Hierna werkte hij als hoofd Financiën bij de gemeente De Lier en in 1972 werd Den Breejen de gemeentesecretaris van 's-Gravendeel. Verder is hij docent geweest op de bestuursschool in Rotterdam. In oktober 1978 volgde zijn benoeming tot burgemeester van de drie gemeenten Meerkerk, Leerbroek en Nieuwland. Op 1 januari 1986 ontstond de gemeente Zederik bij een fusie van onder andere die drie gemeenten waarvan Breejen de burgemeester werd. Op 1 januari 2004, na voltooiing van drie ambtstermijnen in Zederik en kort na zijn 25-jarig ambtsjubileum, ging hij vervroegd met pensioen.
Hij overleed in 2021 en werd begraven in Meerkerk..